# Peter Pan Speedrock
Peter Pan Speedrock est un groupe de hard rock (aussi influencé par le punk rock et le psychobilly) néerlandais, originaire de Eindhoven,

## Biographie

### Débuts
En 1995, le guitariste Peter van Elderen forme le groupe Peter Pan. Il enregistre un premier album avec le batteur Bart Nederhand et le bassiste Bob Muileboom. Ce dernier est remplacé par Bart Geevers et ce line-up reste dès lors stable. Leur musique est un mélange assez brut de hard rock à la Motörhead/AC/DC avec du psychobilly.
En 2000, ils signent au label Suburban Records avec l'album Killermachine qui comprend des chansons typées rock-'n-roll-cliché comme Big Toy et Pedal to the Metal. S'ensuit une tournée intensive, puis une participation au festival américain North by Northwest à Portland, en Oregon, et le South by Southwest à Austin, au Texas. En 2001, le groupe se renomme Peter Pan Speedrock et sort l'album Premium Quality...Serve Loud dont le côté plus accessible leur vaudra la diffusion de leur single Resurrection sur les ondes de NPO 3FM ou studio Brussel.

### Lucky Bastards
En 2003, le groupe publie l'album Lucky Bastards, enregistré avec le producteur Kurt Bloch. L'album comprend des éléments de rockabilly et punk. Ils tournent ensuite aux Pays-Bas et dans le reste de l'Europe. Le groupe joue cette année au festival Pinkpop et revient souvent en Allemagne, en Suisse, en Autriche et en République tchèque. En mars, le groupe joue à Amsterdam pour le concert de charité Save Tibet Now! Dans la même année sort le split-CD intitulé Ritual of the Savage 10 en collaboration avec les groupes Gluecifer et Danko Jones.
Le groupe est régulièrement accompagné sur scène par Dikke Dennis, un tatoueur d'Amsterdam au physique imposant, devenu la mascotte du groupe. Lors de sa carrière, le groupe a été à l'affiche de nombreux festivals européens, parmi lesquels le Dynamo Open Air (1999, 2002), le Roskilde festival (2002), le Pinkpop (2003),le With Full Force (2004, 2007, 2011), le Graspop Metal Meeting (2005), le Groezrock (2006), le Festival de Dour (2006), le Pukkelpop (2007), le Zwarte Cross (2009, 2013, 2014), le Summer Breeze Open Air (2012), le Motocultor Festival (2012), la scène off du Sonisphere France (2013) ou encore le Roadburn Festival (2016).
Si le groupe a surtout joué en Europe, il a aussi donné des concerts aux États-Unis, en Australie ou au Japon. En France, le groupe tourne à plusieurs reprises en compagnie de Demented Are Go et GBH. Le groupe est aussi à l'initiative du Speedfest, un festival mélangeant les styles les ayant influencés et où le groupe se produit chaque année devant le public d’Eindhoven.

### Pursuit Until Capture
En septembre 2007 sort l'album Pursuit Until Capture, enregistré en Suède avec le producteur Tomas Skogsberg. L'album contient 13 chansons pour un total de plus de trente minutes, et est publié par le label allemand People Like You. Plus tard cette année, l'album est publié au Canada et aux États-Unis par le label américain Prophase Music.
Le 20 avril 2008, le groupe joue à la troisième édition du Ticket for Tibet. À l'été 2008, Peter Pan Speedrock organise une grande tournée à travers les Pays-Bas, la Belgique et l'Allemagne, qui débutera au Paaspop à Schijndel. La même année, un nouveau split intitulé Cross Contamination est publié, en collaboration avec le groupe Batmobile. En 2009, le groupe joue pour la première fois en Australie pour une courte tournée. 

### Séparation
En 2015, le groupe annonce qu'il effectuera une tournée d'adieux jusqu'à fin 2016,. Ils annoncent aussi la fin du Speedfest après dix éditions.

## Membres
- Peter van Elderen — chant, guitare (1995–2016)
- Bart Nederhand — batterie (1995–2016)
- Bart Geevers — basse (1997–2016)
- Dikke Dennis — batterie (1998–2016)
- Bob Muileboom — basse (1995–1997)

## Discographie

### Albums studio
- 1997 : Peter Pan
- 1998 : Rocketfuel
- 2000 : Killermachine
- 2001 : Premium Quality...Serve Loud
- 2002 : Speedrock Chartbusters Vol. 1
- 2003 : Lucky Bastards
- 2005 : Spread Eagle
- 2007 : Pursuit Until Capture
- 2008 : Cross Contamination (split avec Batmobile)
- 2010 : We Want Blood!
- 2014 : Buckle Up and Shove It!

### EP
- 1999 : Home Steel
- 1999 : Dikke Dennis and Friends (split avec The Spades et Dikke Dennis)
- 200 : Resurrection
- 2005 : Peter Pan Speedrock / Zeke (split avec Zeke)
- 2007 : split avec V8 Wankers